# Vajdácska
Vajdácska ist eine ungarische Gemeinde im Kreis Sárospatak im Komitat Borsod-Abaúj-Zemplén.

## Geografische Lage
Vajdácska liegt in Nordungarn, 68 Kilometer nordöstlich des Komitatssitzes Miskolc und 6,5 Kilometer östlich der Kreisstadt Sárospatak am linken Ufer des Flusses Bodrog. Nachbargemeinden sind Sátoraljaújhely, Alsóberecki und Bodroghalom.

## Geschichte
Im Jahr 1913 gab es in der damaligen Kleingemeinde 240 Häuser und 1331 Einwohner auf einer Fläche von 2903 Katastraljochen. Sie gehörte zu dieser Zeit zum Bezirk Sárospatak im Komitat Zemplén.

## Gemeindepartnerschaft
- Boťany, Slowakei, seit 2015

## Söhne und Töchter der Gemeinde
- Lajos Kántor (1922–2013), Graphiker und Maler
- Mari Csomós (1943–2023), Schauspielerin

## Sehenswürdigkeiten
- Griechisch-katholische Kirche Szent Illés próféta, erbaut 1904
- Reformierte Kirche, ursprünglich 1790 erbaut, 1827 erweitert, 1874 durch Brand zerstört und kurz danach neu errichtet
- Römisch-katholische Kirche Árpád-házi Szent Erzsébet

## Verkehr
Durch den Ort führt die Landstraße Nr. 3805. Es bestehen Busverbindungen nach Sárospatak, Bodroghalom sowie über Karos und Karcsa nach Pácin. Der nächstgelegene Bahnhof befindet sich in Sárospatak.